# Freie Presse
Freie Presse est un journal quotidien publié à Chemnitz, distribué dans la ville et ses environs.

## Histoire
Freie Presse est publiée pour la première fois le 20 mai 1946 à Zwickau par Sachsenverlag. C'est un journal régional du SED pour Zwickau, Plauen, Oelsnitz, Aue et les environs. Il y avait aussi le Volksstimme pour Chemnitz et le Sächsische Zeitung à Dresde. Le 1er janvier 1963, Freie Presse et Volksstimme sont fusionnés pour former l'organe du SED de l'arrondissement de Karl-Marx-Stadt.
Dans les années 1980, Freie Presse' est le quotidien régional le plus diffusé en RDA, avec un tirage de 663 700 exemplaires.
Freie Presse n'est pas mis en adjudication par la Treuhand pour la privatisation en 1990, comme la plupart des autres journaux de RDA. Elle se déroule sans appel d'offres pour l'équivalent de 100 millions d'euros auprès de Medien Union, qui publie également le quotidien Die Rheinpfalz. Le Rheinische Post et Axel Springer Verlag ont également postulé pour Freie Presse.
Selon les recherches de Der Spiegel, la vente directe serait due à une intervention du chancelier Helmut Kohl, qui avait pression auprès du chef de la Treuhand en faveur de la maison d'édition affiliée à la CDU basée dans sa ville natale de Ludwigshafen qui appartient à Dieter Schaub, « un compagnon de longue date de Kohl » (L'affaire présente des similitudes avec la vente du Mitteldeutsche Zeitung par une intervention du ministre des Affaires étrangères Hans-Dietrich Genscher.)

## Diffusion
La part des abonnements dans la diffusion payante est de 88,8 %.

## Personnalités
- Manfred Zucker (1938-2013), compositeur de problèmes d’échecs de 1963 à sa mort.